# Enicospilus commoni
Enicospilus commoni là một loài tò vò trong họ Ichneumonidae.